# Do You Really Want to Hurt Me
Do You Really Want to Hurt Me är en låt av den brittiska popgruppen Culture Club. Låten utgavs 1982 och var deras första riktigt stora hit. Den låg etta på Englandslistan och tvåa på Billboardlistan i USA.

## Låtförteckning
UK 7" Virgin Records VS 518
- Do You Really Want to Hurt Me
- Do You Really Want to Hurt Me (Dub Version)

UK 12" Virgin Records VS 518-12
- Do You Really Want to Hurt Me
- Do You Really Want to Hurt Me (Dub Version)
- Love Is Cold (You Were Never No Good)

USA 7" Epic/Virgin 34-03368
- Do You Really Want to Hurt Me
- You Know I'm Not Crazy

## Listplaceringar
| Lista (1982-1983)   | Topplacering |
| ------------------- | ------------ |
| Belgien (Flandern)  | 17           |
| Belgien (Vallonien) | 24           |
| Frankrike           | 16           |
| Nederländerna       | 2            |
| Norge               | 2            |
| Nya Zeeland         | 2            |
| Schweiz             | 1            |
| Sverige             | 1            |
| Österrike           | 1            |